# Ābūyār
Ābūyār är en ort i Iran.   Den ligger i provinsen Gilan, i den nordvästra delen av landet, 300 km nordväst om huvudstaden Teheran. Ābūyār ligger 442 meter över havet och antalet invånare är 348.
Terrängen runt Ābūyār är kuperad åt sydväst, men åt nordost är den platt. Runt Ābūyār är det ganska glesbefolkat, med 45 invånare per kvadratkilometer. Närmaste större samhälle är Pareh Sar, 6,6 km nordost om Ābūyār. I omgivningarna runt Ābūyār växer i huvudsak blandskog.